# Operatie Savanna
Operatie Savanna (of Operatie Savannah) was een militaire operatie uitgevoerd in maart 1941 door de Special Operations Executive (SOE) en de Vrije Fransen. Het was de eerste dropping van opgeleide Vrije Franse parachutisten in bezet Frankrijk tijdens de Tweede Wereldoorlog.
Deze operatie werd aangevraagd door het Air Ministry, het Britse ministerie voor luchtvaart. Het doel van deze operatie was om zo veel mogelijk piloten van de Kampfgeschwader 100 te doden. De Kampfgeschwader 100 was namelijk een Duitse verkennersformatie, gestationeerd bij het Meucon vliegveld en voerde alle luchtaanvallen op Groot-Brittannië uit.
De operatie begon op 15 maart 1941 en de parachutisten landden ongeveer 13 kilometer ten oosten van de Vannes.